# Adolf von Bonsdorff
Adolf von Bonsdorff, né le 14 octobre 1862 à Vantaa (Finlande) et mort le 31 mars 1928 à Helsinki (Finlande), est un éducateur et homme politique finlandais.

## Biographie
Il est militant actif de l'organisation secrète Kagaali qui s'oppose à la russification de la Finlande. 